# Solange Certain
Zlata Knoplioch dite Solange Certain, née le 28 avril 1928 à Paris (9e) où elle est morte le 18 janvier 2014, est une actrice française.

## Biographie
Elle est inhumée au cimetière parisien de Bagneux (division 69).

## Filmographie
- 1949 : Le Trésor des Pieds-Nickelés de Marcel Aboulker
- 1950 : Miquette et sa mère de Henri-Georges Clouzot
- 1951 : La Passante d'Henri Calef
- 1952 : La Danseuse nue de Pierre-Louis
- 1953 : Lettre ouverte d’Alex Joffé
- 1954 : Scènes de ménage d'André Berthomieu
- 1955 : Les Chiffonniers d'Emmaüs de Robert Darène
- 1955 : Les Hussards d'Alex Joffé
- 1956 : Les Assassins du dimanche d'Alex Joffé
- 1961 : Le Tracassin d'Alex Joffé
- 1963 : Un drôle de paroissien de Jean-Pierre Mocky
- 1968 : Tante Zita de Robert Enrico
- 1970 : L'Étalon de Jean-Pierre Mocky